# São Gonçalo dos Campos
São Gonçalo dos Campos is een gemeente in de Braziliaanse deelstaat Bahia. De gemeente telt 30.724 inwoners (schatting 2009).

## Verkeer en vervoer
De plaats ligt aan de noord-zuidlopende weg BR-101 tussen Touros en São José do Norte. Daarnaast ligt ze aan de wegen BA-501 en BA-502.